# McKinsey kommt
McKinsey kommt ist ein Schauspiel des deutschen Schriftstellers Rolf Hochhuth, das am 13. Februar 2004 im Brandenburger Theater in Brandenburg an der Havel uraufgeführt wurde. Das Theaterstück besteht aus fünf Akten mit fünf Epilogen, die lose durch dieselbe Thematik und dieselben Darsteller in unterschiedlichen Rollen verknüpft sind. Es beruht in Teilen auf dem Stück Arbeitslose oder Recht auf Arbeit, das Hochhuth bereits 1999 verfasst hatte.
Hochhuth thematisiert in McKinsey kommt Massenentlassungen im Zuge von Fusionen, die in einer eigentlich florierenden Wirtschaftslage zum Zweck der Gewinnsteigerung durchgeführt werden. Das Thema wird aus verschiedenen Blickwinkeln bis zu einer abschließenden Verhandlung vor dem Bundesverfassungsgericht über die Forderung nach einem Recht auf Arbeit beleuchtet. Die titelgebende Unternehmensberatung McKinsey tritt im Stück nicht in Erscheinung, die bloße Ankündigung McKinsey kommt dient als Synonym für geplante Entlassungen.
Das Schauspiel steht in der Tradition von Hochhuths Dramen, in denen er oft Stellung zu Fragen der Zeitgeschichte bezieht. Von der Kritik wurde es überwiegend ablehnend aufgenommen. Insbesondere der namentliche Vergleich des Vorstandsvorsitzenden der Deutschen Bank Josef Ackermann mit Hermann Gessler, der in Schillers Drama Wilhelm Tell als Tyrann ermordet wird, sorgte für eine Kontroverse.

## Handlung

### Erster Akt: Mercedes kauft die Oerlikon-Waggonfabrik

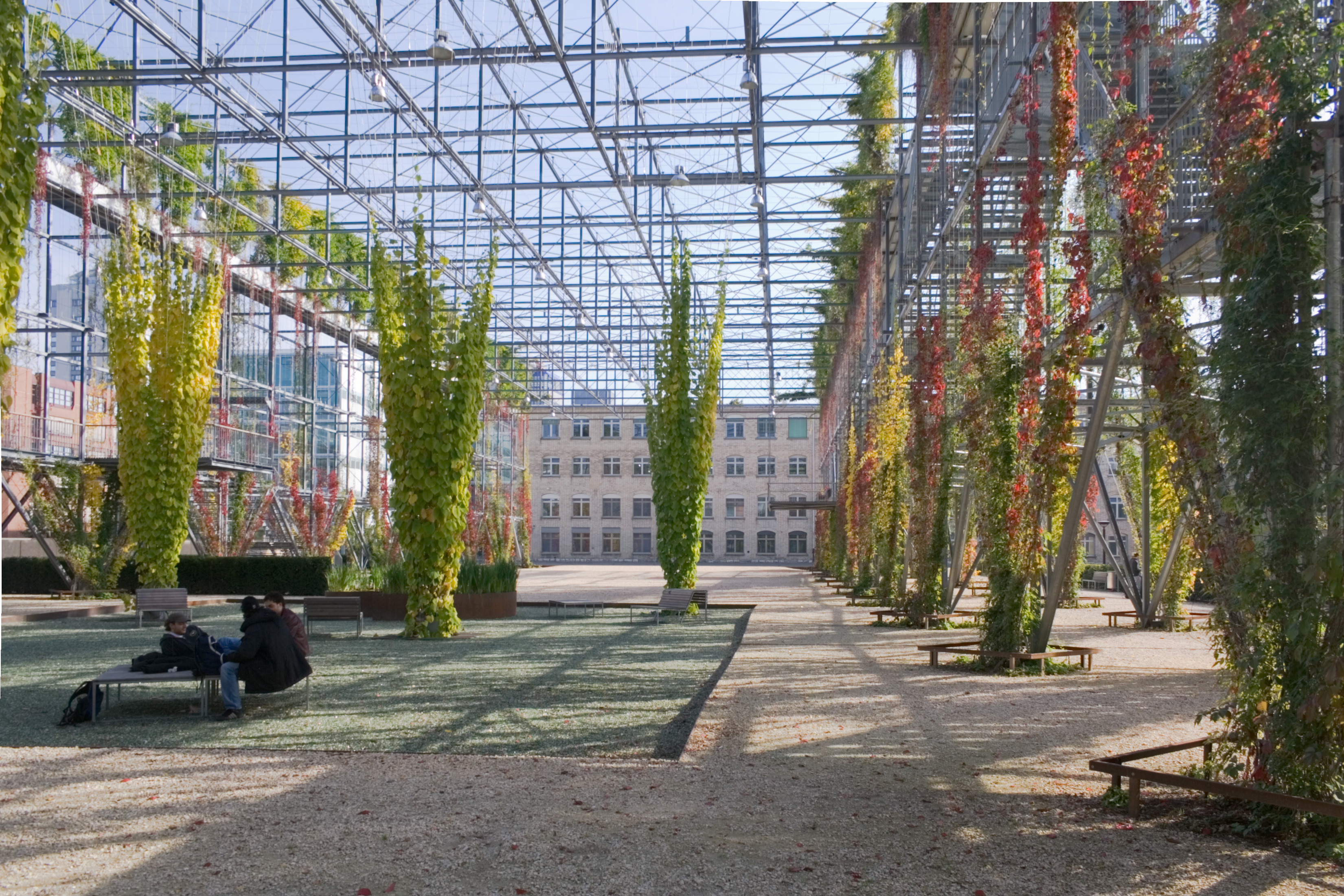
Das Gelände der Maschinenfabrik Oerlikon nach Umwandlung in den MFO-Park

Hilde Zumbusch und Kurt fahren mit dem ICE von Basel nach Karlsruhe, wo Kurt ein Richteramt bekleidet und Hilde als Gründerin einer Partei für Arbeitslose eine Verfassungsklage vertreten will. Sie debattieren über die Macht der Wirtschaft. Die Menschen seien vor dem Gesetz gleich, aber nicht vor der Wirtschaft, die jeden im Griff habe. Die beiden belauschen einen Großvater, den Berner Nationalrat Stucki, und seine Enkelin, die über die Schließung der Oerlikon-Waggonfabrik nach der Übernahme durch DaimlerChrysler diskutieren, durch die 800 Menschen ihren Arbeitsplatz verloren haben und weitere 2500 Arbeitsplätze in Zulieferbetrieben bedroht sind. Die Enkelin vergleicht den neuen deutschen Machthaber mit dem Tyrannen Gessler aus Wilhelm Tell und fragt, warum man ihm nicht das Leben nehme, wenn er Schweizern die Existenz nehme.
Zum Abschluss des Akts spricht die Enkelin das Sonett Warnung, das sich auf Josef Ackermann und seinen mit Arbeitsplatzabbau verbundenen Umbau der Deutschen Bank bezieht. Das Sonett schließt mit den Versen:
„‚Tritt‘ A. nur ‚zurück‘ wie Geßler durch – Tell?

Schleyer, Ponto, Herrhausen warnen.“

### Zweiter Akt: Rausgeworfene I

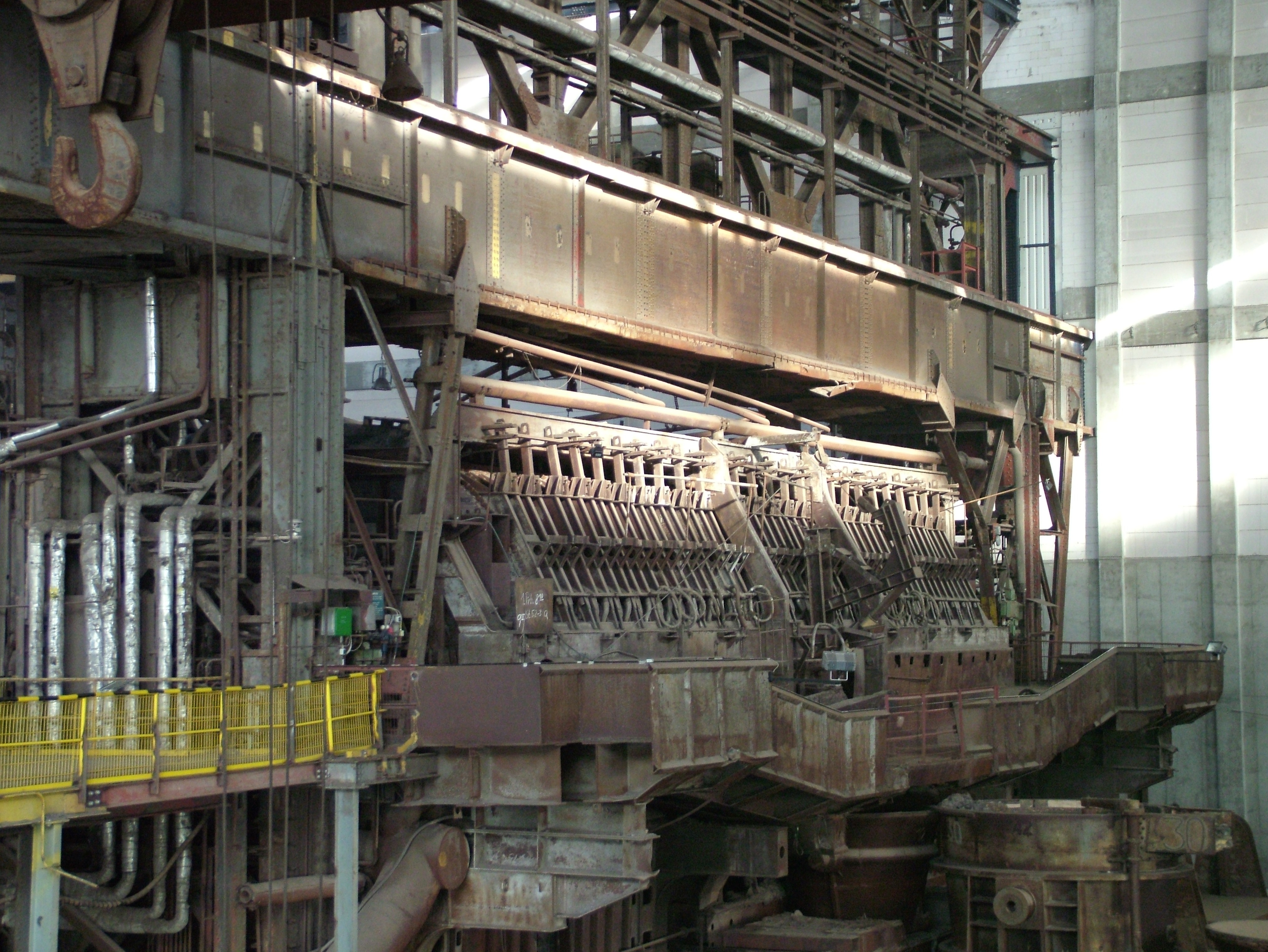
Stillgelegter Siemens-Martin-Ofen des Industriemuseum Brandenburg an der Havel

Herta und Inge, zwei Arbeiterinnen eines Pharmakonzerns, diskutieren ihre Lage. Nach dem Zukauf eines amerikanischen Unternehmens wird ihre Arbeit kostengünstiger nach Amerika verlagert und sie wie 1000 weitere Angestellte entlassen. Herta ist von der Entlassung besonders betroffen, da sie noch keine drei Monate angestellt war, und deshalb keinen Anspruch auf Arbeitslosengeld hat. Sie wettern über den korrumpierten Betriebsrat und Bundeskanzler Schröder, den „Genossen der Bosse“. Herta wünscht sich die Mauer zurück, Inge eine Bombe, um den „Geldsäcken“ Schiss zu machen, doch letztlich sind sie machtlos.
In berlinerisch-märkischem Dialekt spricht Hertha das Sonett Stilljelegte Stadt, das Bezug nimmt auf das Industriemuseum Brandenburg an der Havel:
„Denn dat Stahlwerk is platt, dat 150 Jahre die Stadt

ernährt hat: Noch zwanzigtausend Stahlarweiter

am Schluß vom Kommunismus – doch dat erklärt

heute den Besuchern ein Museumsleiter!“

### Dritter Akt: „Global Player“ beim „Medientraining“

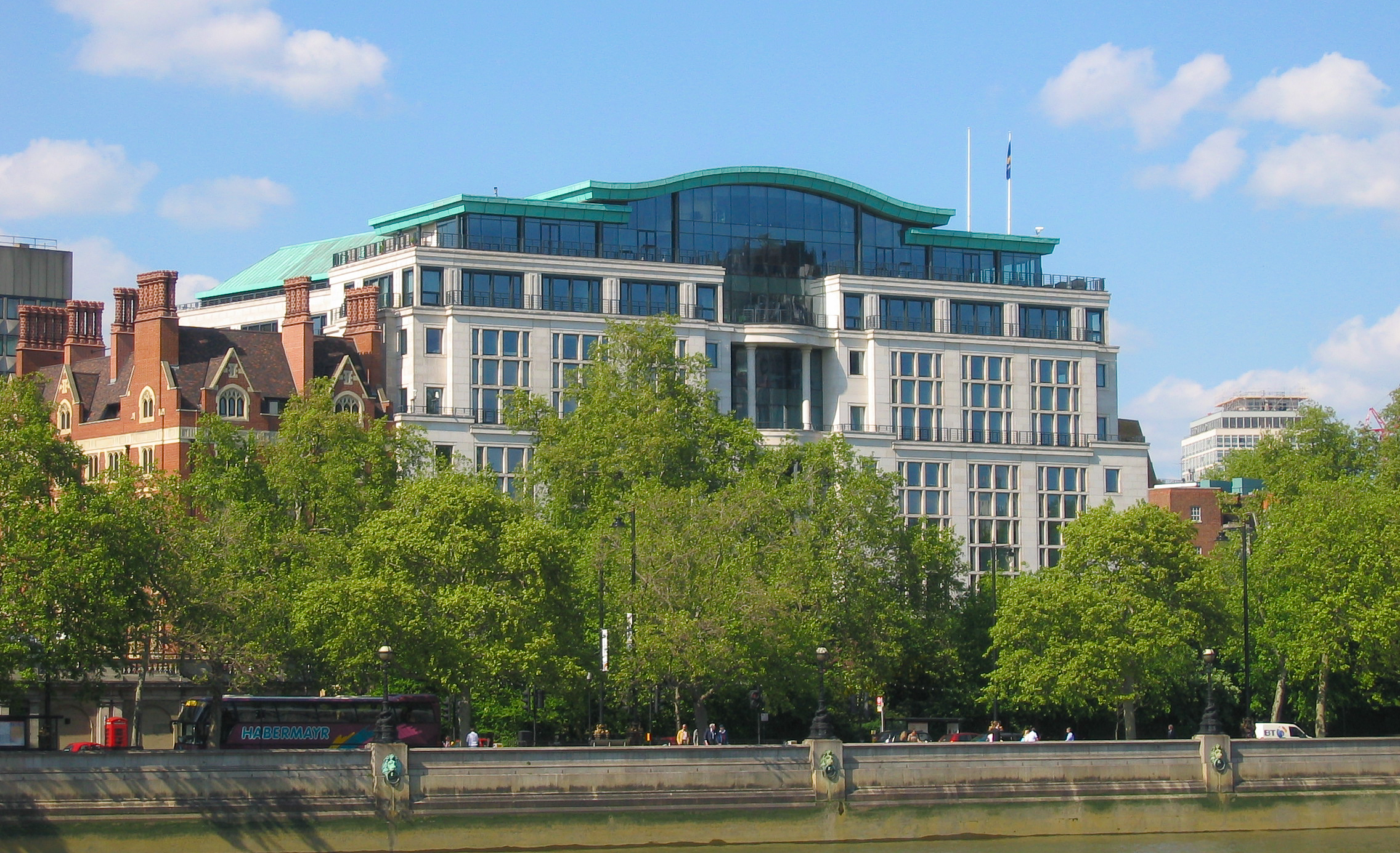
Das Globe House, die Zentrale der British American Tobacco in London

In London befindet sich der Präsident des Tabakkonzerns British American Tobacco mit seinem Stellvertreter Brown, seiner persönlichen Referentin, einer Gräfin, und einem Medienberater beim Medientraining. Er übt eine Rede ein, in der er betont, dass die Schweizer Marke Parisienne auch nach der Übernahme der Parisienne- und Select-Hersteller bestehen wird, in der er aber gleichzeitig verschweigt, dass die Arbeitsplätze in der Schweiz gestrichen werden. Brown hat moralische Einwände gegen den Deal. Wer solche Gewinne erwirtschafte wie sie, dürfe keine Menschen entlassen. Als der Präsident bei seinen Plänen bleibt, steigt Brown mit seinem Anteil aus dem Unternehmen aus. Darauf beschließt der Präsident die Unternehmensberatung McKinsey zu engagieren. Beim Boom der Unternehmensberater müsse man dabei sein, wie damals zur Gründerzeit, worauf der Medienberater anmerkt, damals habe man Arbeitsplätze gegründet, McKinsey liquidiere sie.
Brown tritt vor den Vorhang. Er trägt das Gedicht Größe, Böse, Religiöse vor, das mit den Versen beginnt:
„Reimworte wie Macht – Niedertracht:

haltet ihre Inhaber unter Kontrolle!

Stellt keinen Trust frei vom Verdacht,

auch er spiele unfair die Rolle“

### Vierter Akt: Rausgeworfene II
Die Marketingabteilung einer Frankfurter Firma wird „redimensionalisiert“, was heißt: dreizehn von hundert Mitarbeitern verlieren ihre Arbeit. Walter und Christina sind unter ihnen und räumen ihre Schreibtische. Sie wollen sich an die Medien wenden, doch sie realisieren, dass sie auch gekündigt von der alten Firma abhängig bleiben, wollen sie nicht ihre Pension verlieren. Franz tritt hinzu, er darf bleiben, wurde aber zum Büroassistenten herabgestuft. Sie erinnern sich an eine Dokumentation über das Attentat vom 20. Juli 1944 durch Stauffenberg. Dort hieß es: bei Abwesenheit aller legalen Hilfsmittel werde man zum Richter in eigener Sache. Doch sie wissen: sie greifen letztlich zum Wodka, nicht zur Kalaschnikow.
Zum Ende des Akts tritt Walter vor die Bühne und zitiert das Gedicht Menschen wenig gefragt:
„Immer mehr Menschen werden

immer weniger gebraucht.“

### Fünfter Akt: Aktien steigen, wenn Arbeitnehmer fallen

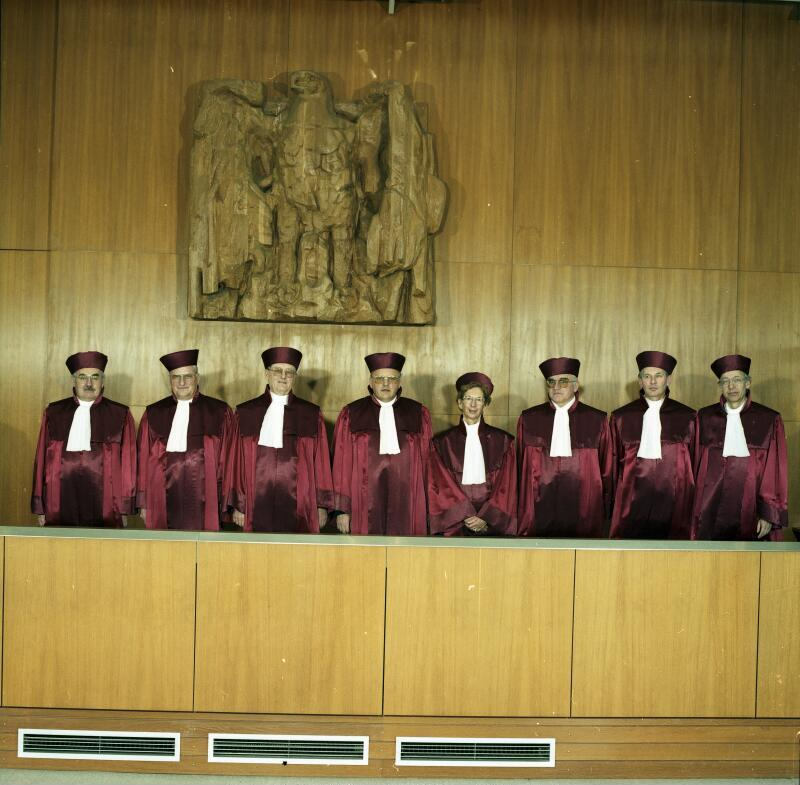
Erster Senat des Bundesverfassungsgerichts 1989

Die Anwältin Hilde Zumbusch vertritt den abwesenden Walter Schuster vor dem Bundesverfassungsgericht. Er wurde von der Deutschen Bahn entlassen, seine Klage auf Wiedereinstellung von allen vorigen Instanzen abgewiesen. Zumbusch fordert ein verfassungsmäßig garantiertes Recht auf Arbeit, das selbst Bismarck einst einführen wollte. Schulze-Memmingen als Staatssekretär im Auftrag der Bundesregierung hält dies für unbezahlbar und nicht im Interesse der Wirtschaft. Da betreten sechs Demonstranten den Raum, die dieses Recht mit einer Petition als Menschenrecht fordern. Nach einer Diskussion mit dem Gericht zündet Wetzel, einer der Petenten, eine Europaflagge an, die bloß ein Abbild des Sternenbanners sei und Europas Abhängigkeit von den USA demonstriere. Damit steckt er den Richtertisch in Brand, und die verbliebenen Richter fliehen.
Eine Petentin tritt vor die Bühne und trägt das Gedicht Arbeitslose vor, dessen letzte Verse lauten:
„Europa zählt zur Jahrtausendwende

mehr Stempler, als Spanien Einwohner hat!“

## Aufbau und Form
Aus der Dramentheorie betrachtet, ist McKinsey kommt ein offenes Drama. Die drei Aristotelischen Einheiten, die Einheit von Zeit, Raum und Handlung sind nicht eingehalten, die Ständeklausel ist hinfällig. Die fünf Akte entsprechen zwar der Anzahl eines Regeldramas, aber nicht deren klassischer Funktion. Sie sind nur lose über die gleiche Thematik miteinander verknüpft, wobei sich drei Handlungsebenen unterscheiden lassen: die Klage vor dem Bundesverfassungsgericht mit einleitender Zugfahrt, die Entlassenen im zweiten und vierten Akt, die Vorstandsetage im dritten Akt. Insgesamt handelt es sich um drei unterschiedliche Blickwinkel auf dasselbe Thema. Es gibt keinen Spannungsbogen, keine Finalspannung, auf die das Drama zusteuern würde, höchstens Detailspannung in den einzelnen Szenen. Das Schauspiel ist weder als Tragödie, noch als Komödie einzuordnen.
Jeden Akt begleiten Zeitungsausschnitte, so etwa den fünften Akt ein von Hochhuth zu Silvester 2001 veröffentlichtes Gedicht. Diese Kommentare können laut Hochhuth als Prolog dem Akt vorangestellt, als Epilog nachgestellt oder auch in Unterbrechung des Aktes als Verfremdungseffekt durch einen heraustretenden Schauspieler gesprochen werden. Nachgestellt ist allen Akten zusätzlich als „Nachspruch“ je ein Gedicht, das von einem Arbeitslosen gesprochen wird, was im dritten Akt auch auf den gerade ausgeschiedenen Privatier Brown zutrifft. Auch die Regieanweisungen wachsen sich immer wieder zu Kommentaren zum Zeitgeschehen aus, wenn Hochhuth etwa im 5. Akt bei der Einführung der „Beschwerdeführerin“ Zumbusch abschweift zu Betrachtungen, warum der „Führerschein“ in der Bundesrepublik den „Führer“ enthielt, in der DDR dagegen (nach seiner Meinung) „Fahrerausweis“ hieß.
Die Darsteller sind in mehreren Rollen besetzt. So ist Hilde Zumbusch gleichzeitig die Gräfin, der Präsident auch Schulze-Memmingen, der vorsitzende Richter der Großvater, seine Enkelin eine Petentin, Wetzel der Medienberater und so weiter. Laut Gert Ueding soll dies die Austauschbarkeit der einzelnen Rollen in der Gesellschaft symbolisieren. Es gibt keinen Erzähler, kein Beiseitesprechen, kaum theatralische Mittel. Der Text wird in Dialogen und Zitaten gesprochen, in der Gerichtsszene in autoritärer Sprache. Die einzelne Figuren bedienen sich dabei Alltagssprache oder Dialekt, trotzdem greifen sie jederzeit auf das Wissen des Autors zurück, etwa wenn sie aus dem Stegreif wirtschaftliche Daten oder Fakten präsentieren oder bildungsbürgerliche Anspielungen vornehmen. Im Mittelpunkt der Handlung steht die Präsentation der Inhalte, Fakten und Thesen.

## Thesen

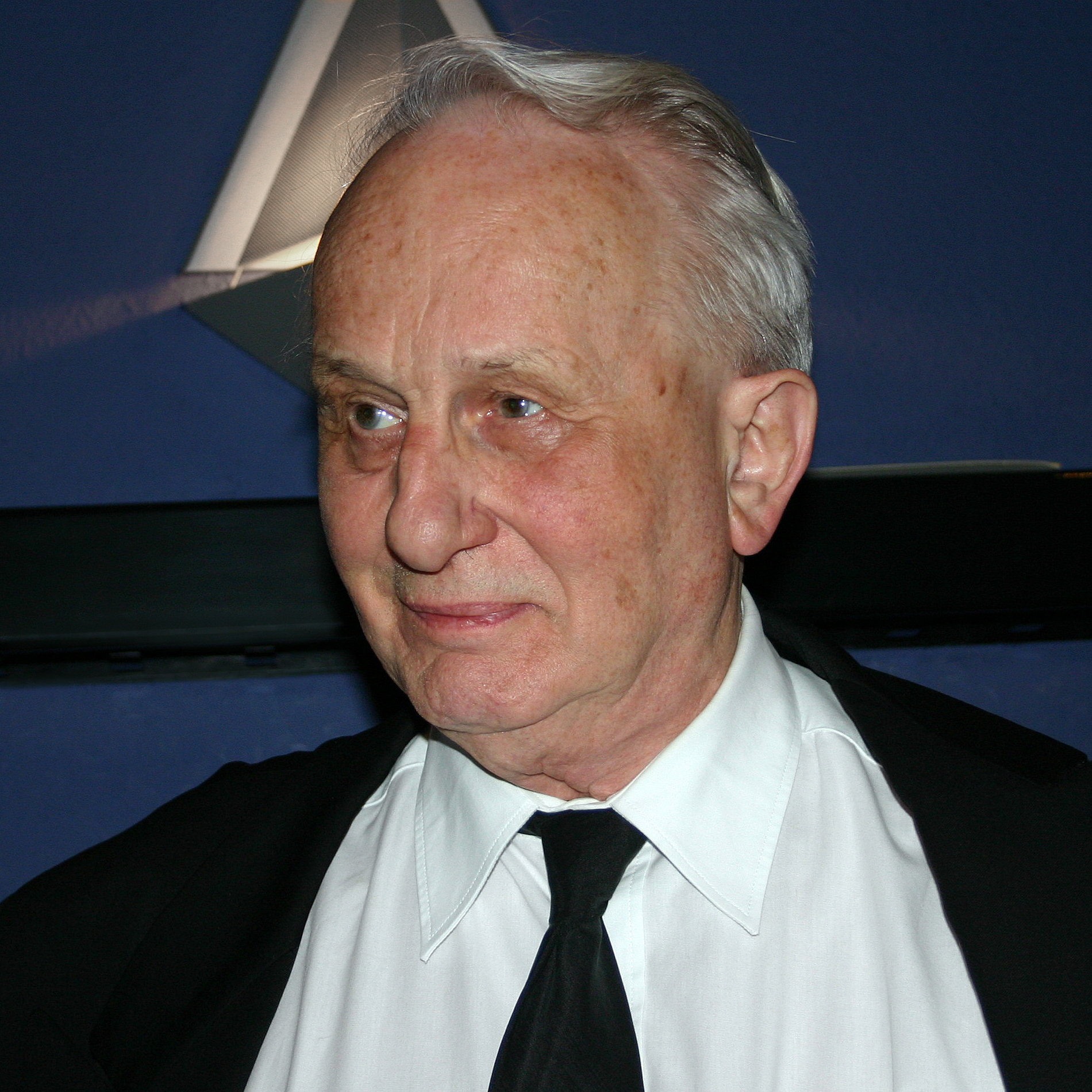
Rolf Hochhuth nach einer Lesung seines Buches McKinsey kommt, Duisburg 2005

Eine Kernthese des Stücks ist die Aussage Arnold Künzlis, die dem ersten Akt vorangestellt ist:
„… unsere Demokratie, die an einem schweren Geburtsfehler leidet: sie bestimmt nur die staatliche, nicht auch die wirtschaftliche Ordnung. Demokratie impliziert Gleichheit der Rechte. Die Bürgerinnen und Bürger sind jedoch nur vor den staatlichen Gesetzen gleich, vor den ‚Gesetzen‘ einer kapitalistischen Wirtschaftsordnung sind sie jedoch krass ungleich. Hier entscheidet nicht die Mehrheit, sondern das Eigentum. Deshalb war unsere bürgerliche Demokratie von allem Anfang nur eine halbe. Und diese Hälfte schrumpft zusehends, je mehr die undemokratische Wirtschaft die demokratische Politik dominiert.“
Im weiteren Verlauf des Stückes wird die Ungleichheit vor der Wirtschaft vorgeführt, indem die Situation von Arbeitern und Angestellten, die sich nicht gegen den Wegfall ihrer Arbeitsplätze wehren können, dem Profitstreben in den Vorstandsetagen gegenübergestellt wird.
Weitere, sekundäre Kritikpunkte des Stückes sind:
- Kritik an der Fünf-Prozent-Hürde, die einer Partei einer Minderheit, hier der Arbeitslosenpartei, die politische Mitbestimmung verunmöglicht.
- Kritik an der Steuerpolitik Deutschlands.
- Kritik an der Politik der SPD.
- Kritik an den Grünen, die die Arbeitsplätze gefährdeten, wenn sie die Autoproduktion in Deutschland bremsten.
- Kritik an der Wirtschaftsfreundlichkeit der Presse, namentlich NZZ und FAZ.
- Kritik an der übermäßigen Verwendung von Anglizismen in der deutschen Sprache.
- Kritik an zu hohen Managergehältern.
- Kritik daran, dass Ostdeutschland nach der Wiedervereinigung durch Westdeutschland dominiert werde.
- Kritik, dass die Unkündbarkeit der Betriebsräte diese korrumpiere.
- Kritik, dass beim Entwurf des Grundgesetzes nur auf den Schutz vor einer politischen Diktatur abgehoben wurde, nicht auf den Schutz vor einer wirtschaftlichen Diktatur.

## Rezeption

### Vorab-Kontroverse

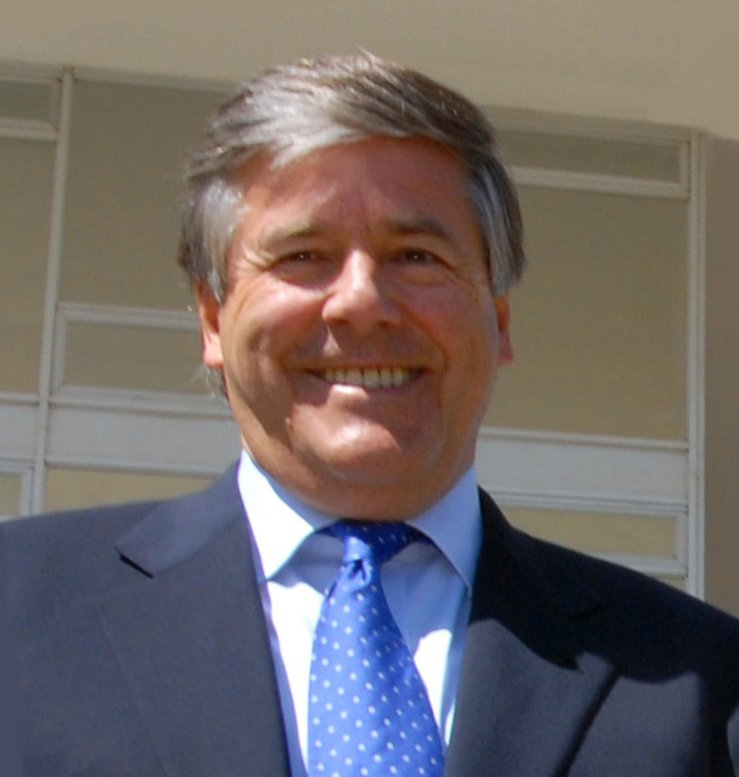
Josef Ackermann 2007

Bereits vor seiner Uraufführung wurde McKinsey kommt auf der Basis der bereits im Dezember 2003 ausgelieferten Buchfassung des Deutschen Taschenbuch Verlags in der Presse heftig diskutiert, wobei sich die Diskussion vor allem um die im Stück angesprochenen terroristischen Akte, insbesondere den Vergleich des Tyrannenmords an Gessler mit Josef Ackermann sowie das zitierte Diktum von Jacob Burckhardt vom „Mord als Hilfsmittel […] bei Abwesenheit aller legalen Rechtsmittel“ bezog.
Am 21. Januar 2004 ließ Deutsche-Bank-Sprecher Detlev W. Rahmsdorf verlauten, das Stück sei „unverantwortlich“, ein „Skandal“ und die Deutsche Bank prüfe „alle rechtlichen Schritte“, um gegen das Schauspiel vorzugehen. Allerdings trat die Deutsche Bank bereits am nächsten Tag von den Äußerungen zurück, die auf einem „Missverständnis“ beruhten: „Es gibt von unserer Seite keine offizielle Stellungnahme“, rechtliche Schritte seien nicht zu erwarten. Hingegen meldete sich nun Michael Rogowski, der damalige Präsident des BDI, zu Wort und entrüstete sich: „Hochhuths Text ist ein Ausbund an Geschmacklosigkeit. Will Herr Hochhuth Mord als Mittel der politischen Auseinandersetzung hoffähig machen?“ Man könne diskutieren „über die Höhe von Managergehältern und die Angemessenheit von Abfindungen. Aber wer diese Diskussion mit Klassenkampf verwechselt, wer Terrorismus und Guillotine ins Spiel bringt, verlässt den Boden, auf dem diese Auseinandersetzung geführt werden muss. Herr Hochhuth, schämen Sie sich!“
Hochhuth selbst wies Vorwürfe, mit seinem Stück äußere er Verständnis für einen potentiellen Mordanschlag auf Ackermann, zurück mit den Worten: „Nein, da liegen Sie falsch“. Er hielte die Deutsche Bank „viel zu intelligent, um den Staatsanwalt zu rufen wegen eines Sonetts“. Auch das Brandenburger Theater sah keinen Grund, das Stück nicht aufzuführen. Der Pressesprecher betonte: „Hochhuth ruft ja nicht zum Mord auf. Er macht polarisierende Äußerungen. Das ist legitim.“ Dennoch fühlte sich das Theater bemüßigt, später im Programmheft zur Aufführung den Disclaimer abzudrucken: „Der Tyrannenmord, den die Enkelin in Hochhuths Stück andeutet, ist nicht durch das Widerstandsrecht des Grundgesetzes gedeckt.“
In späteren Erklärungen erläuterte Hochhuth seinen Standpunkt: „Nicht ich ‚bringe die Guillotine in einen Zusammenhang mit Managern‘, wie der BDI-Präsident mir vorhält. Sondern ich schrieb mit Benn: ‚guillotinereif‘ sei eine Gesellschaft, die – um bei ihrem erlauchtesten Beispiel: Ackermanns Deutsche Bank zu bleiben –, nach einem Gewinn von 9,8 Milliarden Euro vierzehn Prozent ihrer Mitarbeiter hinauswirft: 11 080 Banker! […] Ackermann weiß, was Geßler, gemessen an ihm, für ein grotesk harmloser Mann war. […] Und er sollte wirklich fürchten, dass es ihm ergeht wie Rohwedder […]. Dass Meuchelmord amoralisch ist – so amoralisch wie die Geschichte als Ganzes – ist eines. Dass er auf Dauer nie vermeidbar ist, wie die Überlieferung lehrt, ein anderes.“ In anderen Interviews führte er weiter aus: „Die Gewissenlosigkeit, mit der jetzt weltweit die Industriellen die ganze Last der Arbeitslosigkeit dem Staat aufbuckeln, muss den Staat zu Grunde richten. Ich bin überzeugt, dass eine Revolution kommen muss!“ Und „wenn man Geschichte richtig liest, muss man fürchten, es wird eine blutige“.

### Reaktionen auf die Premiere
Die Uraufführung von McKinsey kommt am 13. Februar 2004 im Brandenburger Theater unter der Regie von Oliver Munk enttäuschte die Kritiker auf breiter Linie. Christine Dössel sah eine „Premiere, die ihre besten Momente bereits vorab hatte“. Sie zog das Fazit: „Hochhuth hat ja Recht mit seiner Wut. […] Aber er hat kein Stück daraus gemacht, nur ein Pamphlet. Bestenfalls ein Thema.“ Für Andreas Fanizadeh reihte Hochhuth „ohne erkennbare literarische Finesse Zeitungsschnipsel aneinander. Sprache und Charaktere sind eindimensional. Ebenso der politische Gehalt“. Der Autor sei „ein moralisierender Betroffenheitsdramatiker […]. Bei ihm verschwinden gesellschaftliche Veränderungen hinter reaktionärem Geschwätz.“
Karsten Langer wohnte einer „zähen Agitprop-Farce“ bei: „Tragisch bleibt, dass Hochhuth die Chance verspielt hat, sich eine[m] gesellschaftsrelevanten Thema über die eindimensional-ideologische Perspektive hinaus zu nähern. McKinsey kommt ist ein blutarmes Lehrstück, dem schon vor Ende der ersten Halbzeit die Kräfte schwinden. […] Vor allem aber tut Hochhuth, was die alten, saturierten Männer des deutschen Kulturbetriebs zu tun pflegen: Er wiederholt sich. Das ist eitel und schadet seiner Sache mehr als es ihr nützt.“ Auch für Evelyn Finger brachte Hochhuths Theater „die Kapitalismuskritik in Misskredit.“ Hochhuth glaube „an die Notwendigkeit der Revolte, aber nicht an die Revolte.“ Seine Verbohrtheit bestehe darin, dass er „immer noch Theater macht, in dem der Kapitalist und nicht der Kapitalismus das Problem ist. […] Hochhuth, wenn er Ackermann und die McKinseys als Verursacher allen Elends auftreten lässt, personalisiert munter weiter. Mehr nicht.“
Joachim Güntner in der Neuen Zürcher Zeitung fand „viel Schweiz in Hochhuths Stück.“ Doch gerade an diesen Bezügen stieß er sich, so an Hochhuths Attacken auf den Chef der Deutschen Bank: „Zielscheibe ist der aus dem Kanton St. Gallen gebürtige Bankchef Ackermann“. Auch die eigene Zeitung fand er nicht zureichend beschrieben: „die gleich fünfmal thematisierte NZZ wird als Blatt präsentiert, das prinzipiell alles gutheisst, ‚was Geld spart oder einbringt‘, namentlich steigende Aktienkurse auf Kosten gefeuerter Arbeitnehmer.“ Auch Hochhuths in das Stück eingeflossene Anschauungen verurteilte er: „Aber nicht nur, dass Hochhuths Stoff ungestaltet bleibt, öde politisierende Rollenprosa, spricht gegen den Dramatiker. Seine ökonomischen Einlassungen sind anachronistisch, sein Protektionismus ist blanker Nationalismus, und die Frage der Gewalt, ihr drohender Umschlag von Phantasie in Praxis, wird allzu wurstig verhandelt. Hochhuth mag auf der Höhe seiner Wut sein, auf der Höhe der Probleme ist er leider nicht.“
Ernst Schumacher sah in Hochhuths Stück dagegen „eine donquichotteske Attacke gegen den neoliberalistischen Turbokapitalismus“, das allerdings ohne „dramaturgischen Kunst-Griff […] bei tradierten Mustern und Verfahren“ bleibe: „Statt ‚handelnder Charaktere‘ sind die Figuren durchgängig in erster Linie Hochhuths ‚Sprachröhren‘“. Dennoch zog er das Fazit: „gegenüber dem theatralen Hohngelächter auf alles Utopische im Sinn der Vorstellbarkeit einer Besserung des Menschengeschlechts anstelle des prognostizierten und praktizierten Absinkens in die zivilisierte Barbarei besteht Hochhuth unverdrossen auf einem ‚Politischen Theater‘, das gesellschaftliche Selbstverständigung auslösen soll. Er bleibt damit ein solitärer produktiver Provokateur auch noch in seinen alten Tagen. Das verdient zumindest Respekt, nicht Häme.“
Gerhard Stadelmeier verwies darauf, dass Hochhuth im Alter keine neuen Dramen mehr schreibe, sondern alte recycle. So seien in McKinsey kommt die Figuren aus Arbeitslose oder Recht auf Arbeit von 1999 „wiederauferstanden als dramatis personae und beklagen das Rausgeworfen- und Arbeitsloswerden in denselben elendslangen Passagen und erregten Meinungsfreibeiträgen wie schon 1999, nur daß sie jetzt auch noch die Beraterfirma McKinsey diskursiv umrascheln.“ Die Berliner Dependance von McKinsey reagierte auf das Stück, indem sie medienwirksam eine Aufführung in Brandenburg für die eigene Belegschaft reservierte. Der Büroleiter wandte sich anschließend an Hochhuth: „Es ärgert uns, dass Sie uns nicht angesprochen haben, wo wir doch in Ihrem Stück vorkommen, das entsetzt uns ein wenig.“

### Spätere Untersuchungen
Anlässlich einer Folgeaufführung des Hessischen Landestheaters Marburg wertete Max-Otto Lorenzen, Hochhuths McKinsey kommt lebe „wie alle Stücke des Autors, weniger von seiner inneren Dramatik und Handlungsführung, als davon, reale Ungerechtigkeiten ungeschminkt beim Namen zu nennen und so eine moralische Reaktion des Zuschauers zu provozieren.“ Er zog das Fazit: „Die im Stück selber gestellte Frage danach, ob es Sinn mache, solche Themen auf einer Bühne zu verhandeln, muss mit einem eindeutigen Ja beantwortet werden. Die Marburger Premiere hat gezeigt, dass das Theater nach wie vor moralische Empfindungen hervorrufen und stärken kann.“
Christoph Deupmann verglich McKinsey kommt mit Top Dogs von Urs Widmer. Während er dessen Aussagekraft vor allem in seinem dramatischen Verfahren sah und den Rückgriff auf die Form der antiken Tragödie, verbleibe Hochhuths Stück im Thesenhaften. Wie in all seinen Stücken stelle Hochhuth die moralische Verantwortung des Einzelnen ins Zentrum. Zwar bediene auch er sich in McKinsey kommt dramatischer Brechungen wie der Doppelbesetzung der Darsteller und dem Szenenabschluss durch Epiloge, doch die Dialektsprache der Figuren erinnere an das Sozialdrama Gerhart Hauptmanns und auch die zu wirtschaftspolitischen Kommentaren ausgebauten Regieanweisungen verwiesen auf ein vergangenes Industriezeitalter. Für Christine Bähr blieb McKinsey kommt die Fortsetzung des Dokumentartheaters der 1960er Jahre.